# Pages de Gloire
Pages de Gloire  était un ancien périodique français illustré.

## Histoire
Cet hebdomadaire, qui avait son siège social au 3, rue de Rocroy, commence à paraitre le dimanche 6 décembre 1914, en publication de 16 pages. Le journal avait recours à des dessinateurs comme Marcel Arnac, André Galland pour ses caricatures, les scènes qu'il ne pouvait présenter en photographie.

## Galerie

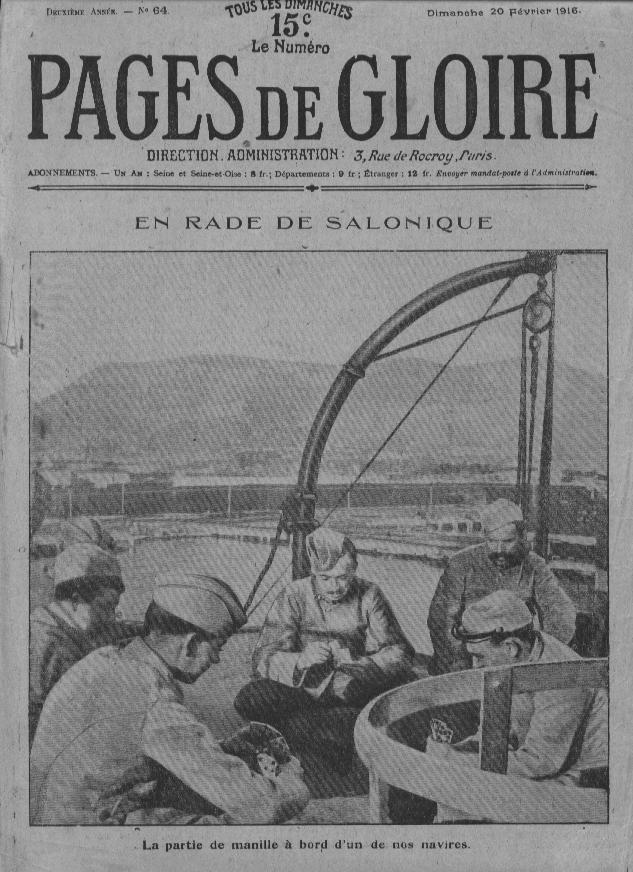
No 64, 20 février 1916.
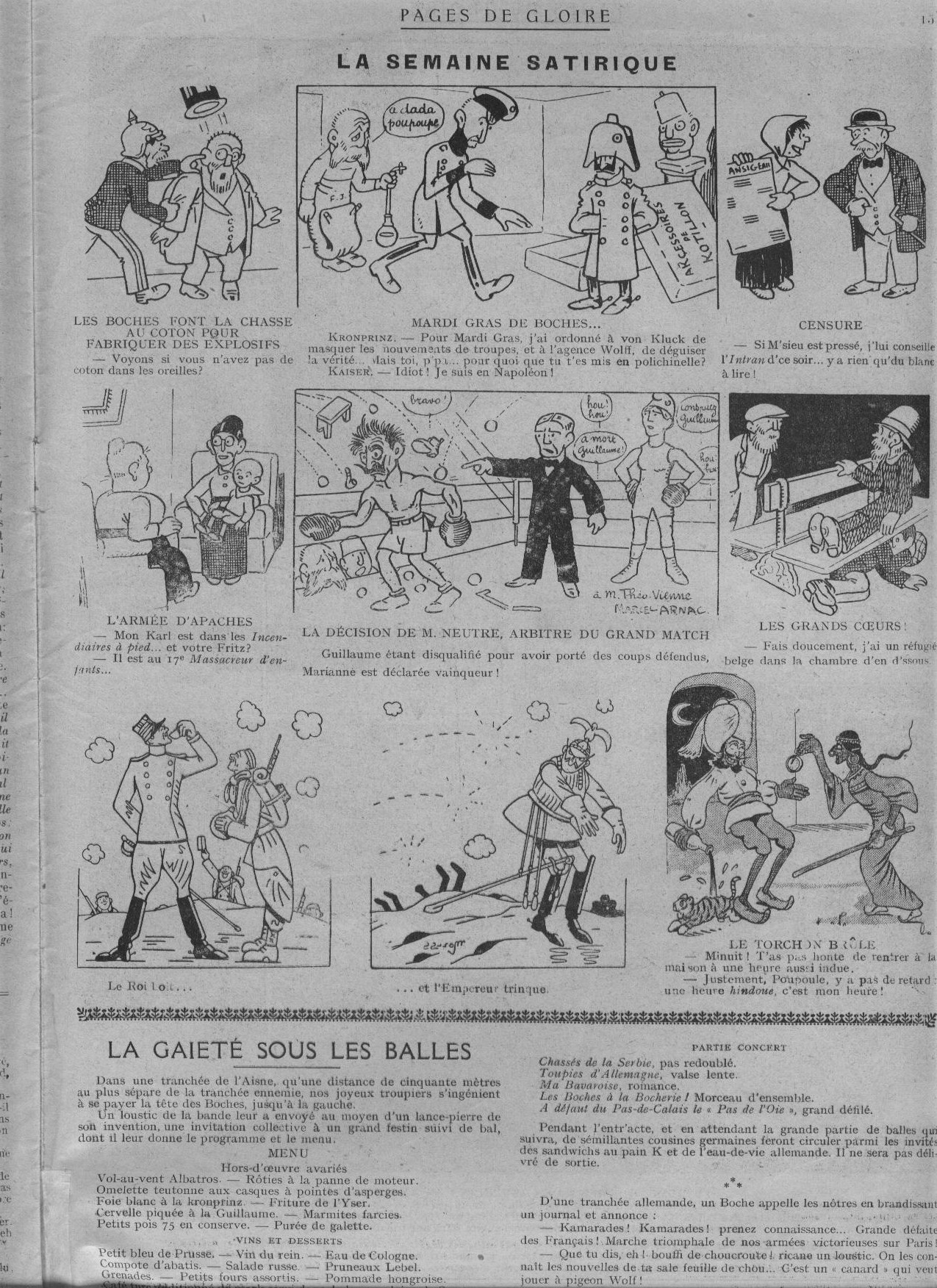
Une page de caricatures.
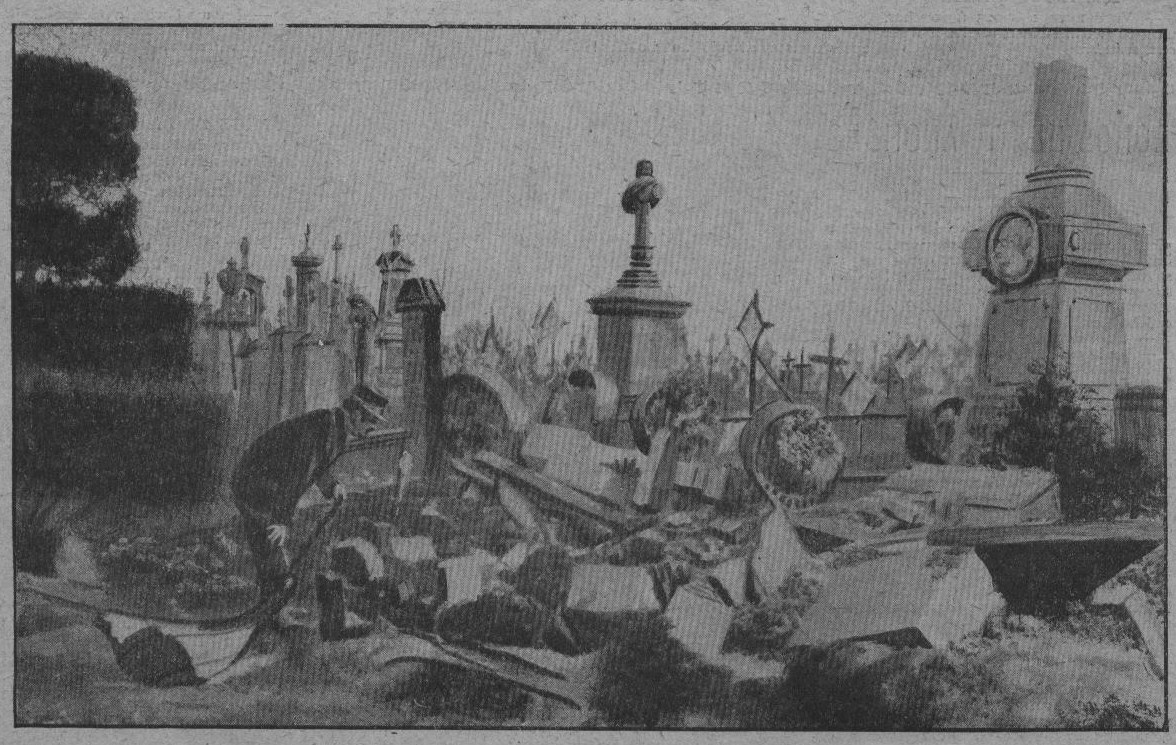
Les ruines du cimetière d'Ypres.
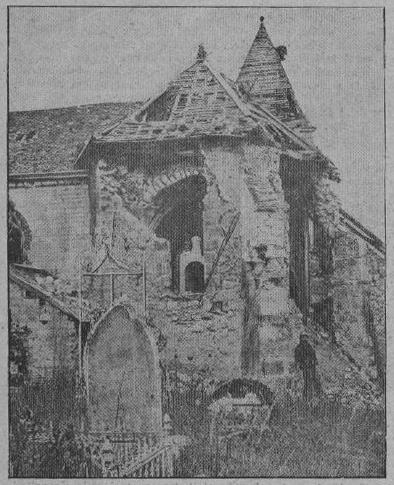
L'église de Prosnes en ruines.